# تشارلي ألين (لاعب كرة قدم)
تشارلي ألين (بالإنجليزية: Charlie Allen)‏ هو لاعب كرة قدم بريطاني في مركز الوسط، ولد في 22 نوفمبر 2003 في أيرلندا الشمالية في المملكة المتحدة. شارك مع منتخب أيرلندا الشمالية تحت 17 سنة لكرة القدم. أما مع النوادي، فقد لعب مع نادي لينفيلد.

## وصلات خارجية
- تشارلي ألين (لاعب كرة قدم) على موقع قاعدة بيانات كرة القدم.إي يو (الإنجليزية)
- تشارلي ألين (لاعب كرة قدم) على موقع Soccerway.com (الإنجليزية)